# Microgoniella diminuta
Microgoniella diminuta är en insektsart som beskrevs av Rodney Ramiro Cavichioli 1984. Microgoniella diminuta ingår i släktet Microgoniella och familjen dvärgstritar. Inga underarter finns listade i Catalogue of Life.